# Malkemaskine
En malkemaskinen er en maskine, der er udviklet til at malke f.eks. køerne på en gård. Den blev udviklet af svenskeren Gustaf de Laval og skulle erstatte "malkepigerne".
Den oprindelige malkemaskine er i dag erstattet af en mere moderne rørmalkemaskine, men er tilsluttet et røranlæg og en fælles rustfri ståltank. Begge fungerer ved vakuumprincipper.